# NGC 1769
NGC 1769 je emisijska maglica u zviježđu Zlatnoj ribi. 

## Vanjske poveznice
- SEDS: NGC 1769